# Puntas de Arroyo Negro
Puntas de Arroyo Negro es una localidad uruguaya del departamento de Paysandú, y forma parte del municipio de Piedras Coloradas.

## Ubicación
La localidad se encuentra situada en la zona sur del departamento de Paysandú, al norte del arroyo Negro (límite con el departamento de Río Negro). Se accede a ella por camino vecinal desde la ruta 90 a la altura de Piedras Coloradas, de la cual dista 18 km.

## Población
Según el censo de 2011 la localidad contaba con una población de 42 habitantes.
| 52            | 42 |
| (Fuente: INE) |    |